# 第十次伊松佐河之役
按照協約國軍隊1917年聯合作戰計劃，意軍於1917年5月12日發起第10次戰役。意軍戈里齊亞集群和第3集團軍以28個師進攻奧第5集團軍的18個師，突破巴因西扎高地奧軍陣地，在戈里齊亞至普拉瓦一線推進2～3公里。5月23日，意第3集團軍開始向卡爾索高地發展進攻，推進2～4公里。交戰中，意軍約130架飛機參戰，對奧軍陣地進行轟炸和掃射。奧軍統帥部派3個新銳師增援，於6月4日～6月8日反攻，奪回部分陣地。此戰，意軍損失15.7萬人，奧軍損失12.4萬人。